# سيفوزونام
سيفوزونام Cefuzonam هو دواء ذو اسم دولي غير مسجل الملكية من
السيفالوسبورينات وهي مركبات شبيهة بالبينيسيلينات Penicillins، لكونها تحتوي على حلقة البيتا لاكتام Betalactam. إلّا أنّ الفارق بينهما (البنسيلينات والسيفالوسبورينات) هو أنّ الثانية تضمّ حلقةً سداسيّة عوضًا عن الحلقة الخماسيّة -التي تضمّ عنصر الكبريت Sulphur- المجاور لحلقة البيتا لاكتام.
العنصر الأساسي للسيفالوسبورينات هو حمض الأمينوسيفالوسبوران. وهو الذي يُستعمَل في تصنيع السيفالوسبورينات الصناعيّة.

## الزمرة الدوائية
مضاد حيوي من الجيل الثاني للسيفالوسبورينات
أدوية الجيل الثاني من السيفالوسبورينات لها تأثير قوى على البكتريا وهي أكثر فعالية من الجيل الأول ضد الجراثيم.